# Franciszek Salezy Potocki

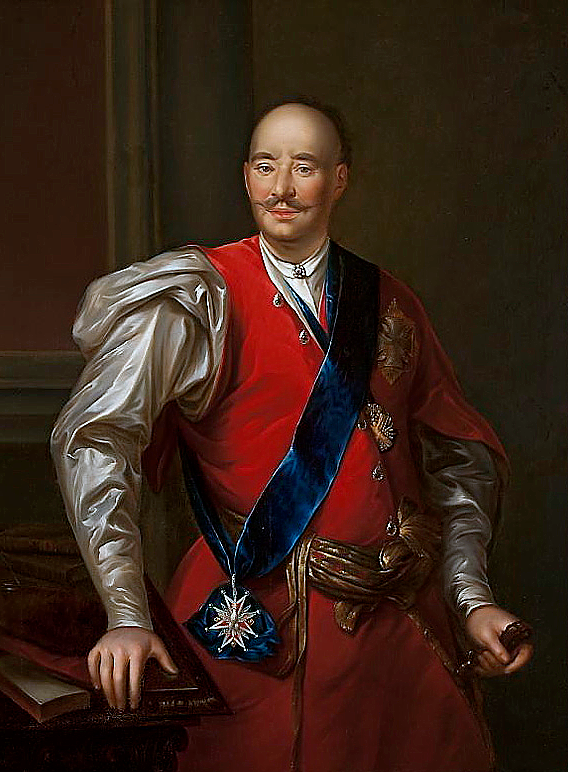
Franciszek Salezy Potocki

Franciszek Salezy Potocki (* 1700 in Krystynopol; † 22. Oktober 1772 ebenda) war ein Mitglied der polnischen Magnatenfamilie Potocki und zwischen 1755 und 1772 Woiwode der Woiwodschaft Kiew.

## Familie
Franciszek Salezy Potocki war der Enkel des Großhetman der polnischen Krone Feliks Kazimierz Potocki und Sohn von Józef Felicjan Potocki.
Sein Sohn war der polnische Magnat und Politiker Stanisław Szczęsny Potocki (1752–1805). Seine Tochter Marianna Klementyna Potocka war mit dem in polnischen Diensten stehenden Beamten und späteren Theaterschriftsteller Alois Friedrich von Brühl verheiratet.

## Leben
Am 3. August 1750 wurde ihm in Warschau der Orden des Weißen Adlers verliehen. Am 22. Mai 1755 wurde er Woiwode der Woiwodschaft Wolhynien und am 19. Dezember 1756 erhielt er die Woiwodschaft Kiew mit Hauptsitz in Schytomyr, da Kiew selbst seit 1667 russisch war.
Als einer der reichsten Männer Polens war Potocki Besitzer ausgedehnter Latifundien, mehrerer hundert Dörfer sowie von 70 Städten, darunter Uman und Tultschyn.
Während seiner Herrschaft fand 1768 der Kolijiwschtschyna-Aufstand der Hajdamaken unter Leitung von Maksym Salisnjak und Iwan Gonta statt, bei dem mehr als zehn Städte und 130 Dörfer seiner Woiwodschaft zerstört wurden und der in der Eroberung und dem Massaker von Uman gipfelte.